# Finnamadens naturreservat
Finnamaden är ett naturreservat i Karlskrona kommun i Blekinge län.
Reservatet är skyddat sedan 2011 och omfattar 18 hektar. Det är beläget vid Nättrabyån i den nordvästra delen av Karlskrona kommun. Det består av en slåttermad, en almskog och blandskog i en blockig västvänd sluttning ner mot Nättrabyån.